# Familienstammbuch

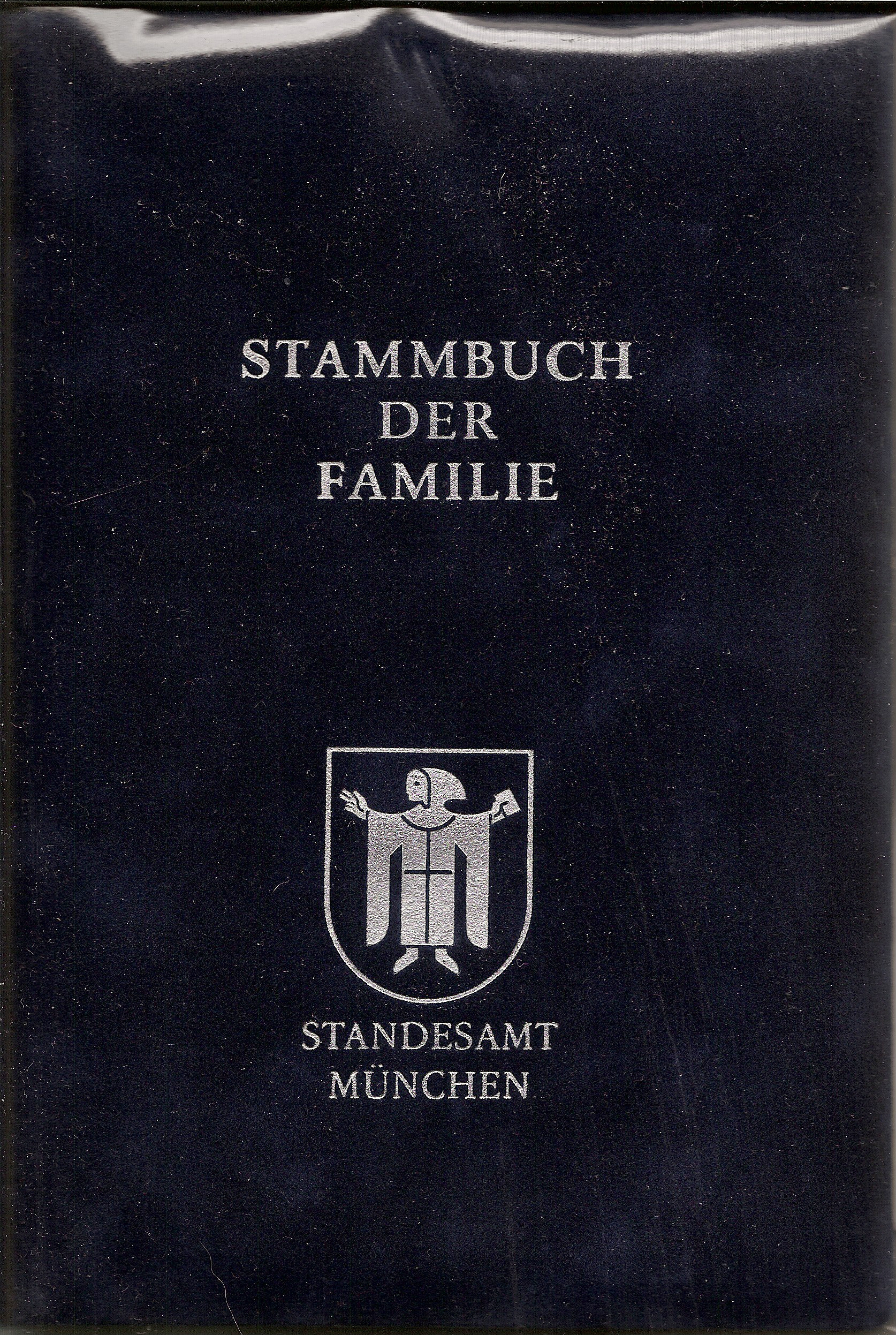
Stammbuch der Familie – Standesamt München (Umschlag)

Das Familienstammbuch oder Stammbuch der Familie ist in Deutschland gebräuchlich und wurde früher als Buch geführt, in dem wichtige Unterlagen der Familie eingetragen wurden. Heute wird es häufig als Ordner verwendet, in dem diese Unterlagen abgeheftet werden. Es kann – wenn gewünscht – beim Standesamt gegen eine Gebühr erhalten oder privat gekauft werden.

## Inhalt
Das Familienstammbuch als Dokumentenordner für Familienurkunden enthält in der Regel:
- Beglaubigte Abschriften der staatlichen Personenstandsbücher (seit 1. Januar 2009 Auszüge aus dem Personenstandsregister).
- Angaben zu Herkunft und den Eltern der Ehepartner
- Geburtsurkunden der Kinder
- Bescheinigungen der Kirche über die kirchliche Trauung und die Taufen der Kinder sowie
- Sterbeurkunden.

Im Anhang befinden sich oftmals auch Hinweise zum Familienrecht sowie Verzeichnisse zu Vornamen und ihre Bedeutung und Ehejubiläen.

## Geschichte

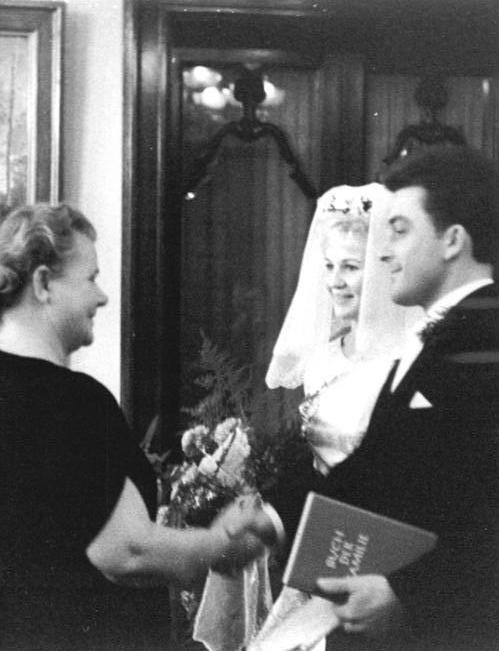
Bräutigam mit „Buch der Familie“ auf dem Standesamt in Dresden (1963)

Diese Familienstammbücher sind eine der jüngsten Quellen der Familiengeschichte, weil sie flächendeckend erst mit den Standesämtern am 1. Januar 1875 eingeführt wurden. In der DDR hieß das Dokument Buch der Familie.

## Abgrenzung
- Ein Familienstammbuch ist nicht zu verwechseln mit dem Familienbuch, das von 1938 bis 2008 als Personenstandsbuch von den Standesämtern geführt wurde.
- Der Begriff Stammbuch wiederum bezeichnet auch das Freundschaftsalbum.
- Ein Familienstammbuch ist nicht zu verwechseln mit dem Ahnenpaß aus der Zeit des Nationalsozialismus von 1933 bis 1945.

## Format
In Deutschland sind zwei Stammbuch-Formate gebräuchlich: Für große Urkunden im Format DIN A4 und für kleine Urkunden im Format 13 cm × 20 cm (also nicht DIN A5). Bei den kleinen Urkunden ist die Lochung sehr speziell und nicht mit anderen marktüblichen Lochungen kompatibel: sechs Löcher jeweils im Abstand von 30 mm. Der Abstand zum Seitenrand beträgt dabei oben und unten jeweils 25 mm.
Beide Formate sind laut § 48 PStV zulässig.

## Situation in anderen Ländern
In der Schweiz hieß das vergleichbare Dokument, das bis 2005 ausgestellt wurde, Familienbüchlein. Dokumente mit ähnlichen Merkmalen werden von den Standesbeamten anderer europäischer Länder wie Spanien, Frankreich, die Niederlande, Belgien, Luxemburg und Rumänien sowie in den Ländern des Südkegels Südamerikas (Argentinien, Chile und Uruguay) ausgestellt.